# Pamela Conti
Pamela Conti (Palermo, 4 aprile 1982) è un'allenatrice di calcio ed ex calciatrice italiana, di ruolo trequartista, CT della nazionale del Venezuela.
Ha fatto parte della rosa della nazionale italiana che ha partecipato ai campionati europei nel 2005 e nel 2009, vestendo la maglia azzurra della nazionale in 94 incontri e realizzando 26 reti.

## Carriera

### Calciatrice

#### Club
Cresciuta in una famiglia di sportivi del quartiere Ballarò. Parente dell’ex capitano rosanero Gaetano Conti, suo padre Francesco (1943-2018) fu costretto a ritirarsi, poco dopo l’esordio, a causa di un infortunio al menisco. Suo fratello Daniele ha giocato nella Primavera del Palermo, vincendo il Campionato Primavera 2008-2009.
Pamela inizia con la maglia delle Aquile Palermo.
A 17 anni approda alla Torres Fo.S., iniziando a vestire la divisa della nazionale. Col tempo però si impone come nuova leader del campionato italiano femminile di calcio il Bardolino, e la Torres dalla stagione 2000-2001 non arriva più a vincere lo scudetto e a disputare la UEFA Women's Cup; Conti inizia perciò a valutare la possibilità di un'esperienza all'estero. Nel 2008 trova un accordo con il Levante di Valencia, squadra campione in carica di Spagna per giocare in Primera División, massimo livello del campionato spagnolo femminile di calcio, con la quale può giocare subito l'edizione 2008-2009 della UEFA Women's Cup.
Dopo tre stagioni in Spagna decide di affrontare una nuova sfida in un nuovo campionato estero, trasferendosi in Russia dopo l'accordo con l'Ėnergija Voronež per giocare in Vysšij Divizion, livello di vertice del campionato russo per la stagione 2011-2012. Il rapporto con la nuova società dura comunque solo qualche mese, periodo nel quale si mette in luce andando a segno 8 volte in 12 incontri, mentre per la seconda parte della stagione si accorda con il Zorkij Krasnogorsk, società con cui riesce a conquistare il secondo posto dietro il Rossijanka e il conseguente accesso alla UEFA Women's Champions League 2012-2013. Rimane con il Zorkij Krasnogorsk anche la stagione successiva confermandosi con 8 reti siglate tra le maggiori marcatrici del campionato e la migliore realizzatrice della squadra a pari merito con la spagnola María Ruiz, e contribuendo alla conquista del primo titolo nazionale della società.
Durante il calciomercato estivo 2013 decide di accettare la proposta della Torres per tornare a vestire la maglia della società sassarese per la stagione 2013-2014.
Nel marzo 2014, prima del termine della stagione, causa dissapori con la società lascia nuovamente la Sardegna per trasferirsi in Svezia, trovando un accordo con l'Eskilstuna United che le offre l'opportunità di giocare in Damallsvenskan, livello di vertice del campionato svedese, per la stagione entrante, tuttavia chiede di risolvere il contratto dopo soli due incontri. La decisione di rientrare in Italia coincide con quella maturata di lasciare il calcio giocato e di aprire una scuola calcio nel quartiere di Palermo dove è cresciuta.

#### Nazionale
È stata un punto fermo della nazionale maggiore.
Con la nazionale italiana ha preso parte agli Europei 2005.
Anche successivamente rimane una colonna del centrocampo ed è tra le artefici della riuscita qualificazione agli Europei 2009 e poi agli Europei 2013.

## Statistiche

### Presenze e reti nei club
| Stagione                  | Squadra                   | Campionato                | Campionato | Campionato | Coppe nazionali | Coppe nazionali | Coppe nazionali | Coppe continentali | Coppe continentali | Coppe continentali | Altre coppe | Altre coppe | Altre coppe | Totale | Totale |
| Stagione                  | Squadra                   | Comp                      | Pres       | Reti       | Comp            | Pres            | Reti            | Comp               | Pres               | Reti               | Comp        | Pres        | Reti        | Pres   | Reti   |
| ------------------------- | ------------------------- | ------------------------- | ---------- | ---------- | --------------- | --------------- | --------------- | ------------------ | ------------------ | ------------------ | ----------- | ----------- | ----------- | ------ | ------ |
| 1999-2000                 | Torres                    | A                         | 26         | 13         | CI              | ?               | ?               | -                  | -                  | -                  | -           | -           | -           | 26+    | 13+    |
| 2000-2001                 | Torres                    | A                         | 24         | 12         | CI              | ?               | ?               | -                  | -                  | -                  | SI          | 1           | 1           | 25+    | 13+    |
| 2001-2002                 | Torres                    | A                         | 9          | 4          | CI              | ?               | ?               | UWC                | 3                  | 2                  | SI          | 1           | 1           | 13+    | 7+     |
| 2002-2003                 | Torres                    | A                         | 23         | 8          | CI              | ?               | ?               | -                  | -                  | -                  | -           | -           | -           | 23+    | 8+     |
| 2003-2004                 | Torres                    | A                         | 19         | 5          | CI              | 6               | 4               | -                  | -                  | -                  | -           | -           | -           | 25+    | 9+     |
| 2004-2005                 | Torres                    | A                         | 19         | 13         | CI              | ?               | ?               | UWC                | 5                  | 2                  | SI          | 1           | 0           | 25+    | 15+    |
| 2005-2006                 | Torres                    | A                         | 13         | 5          | CI              | ?               | ?               | -                  | -                  | -                  | SI          | 1           | 0           | 14+    | 5+     |
| 2006-2007                 | Torres                    | A                         | 17         | 15         | CI              | 3               | 7               | -                  | -                  | -                  | -           | -           | -           | 20     | 12     |
| 2007-2008                 | Torres                    | A                         | 18         | 9          | CI              | 5               | 0               | -                  | -                  | -                  | -           | -           | -           | 23     | 9      |
| 2008-2009                 | Levante                   | PD                        | 23         | 16         | CS              | 2               | 0               | UWC                | 5                  | 6                  | -           | -           | -           | 30     | 22     |
| lug.-ago. 2009            | Buffalo Flash             | USWL                      | 5          | 3          | -               | -               | -               | -                  | -                  | -                  | -           | -           | -           | 5      | 3      |
| 2009-2010                 | Espanyol                  | PD                        | 30         | 26         | CS              | 4               | 1               | -                  | -                  | -                  | -           | -           | -           | 34     | 27     |
| 2010-2011                 | Levante                   | PD                        | 18         | 11         | CS              | 2               | 1               | -                  | -                  | -                  | -           | -           | -           | 20     | 12     |
| Totale Levante            | Totale Levante            | Totale Levante            | 41         | 27         |                 | 4               | 1               |                    | 5                  | 6                  |             | -           | -           | 50     | 34     |
| 2011-dic. 2011            | Ėnergija Voronež          | VD                        | 4          | 1          | CR              | ?               | ?               | UWCL               | 4                  | 2                  | -           | -           | -           | 8+     | 3+     |
| mar.-giu.2012             | Zorkij Krasnogorsk        | VD                        | 10         | 6          | CR              | 3               | 4               | -                  | -                  | -                  | -           | -           | -           | 13     | 10     |
| 2012-2013                 | Zorkij Krasnogorsk        | VD                        | 17         | 12         | CR              | 0               | 0               | UWCL               | 3                  | 0                  | -           | -           | -           | 20     | 12     |
| Totale Zorkij Krasnogorsk | Totale Zorkij Krasnogorsk | Totale Zorkij Krasnogorsk | 27         | 18         |                 | 3               | 4               |                    | 3                  | 0                  |             | -           | -           | 33     | 22     |
| 2013-2014                 | Torres                    | A                         | 18         | 12         | CI              | ?               | ?               | UWCL               | 4                  | 2                  | SI          | 1           | 1           | 23+    | 15+    |
| Totale Torres             | Totale Torres             | Totale Torres             | 186        | 96         |                 | 14+             | 11+             |                    | 12                 | 6                  |             | 5           | 3           | 217+   | 116+   |
| 2014                      | Eskilstuna United         | DA                        | 2          | 0          | -               | -               | -               | -                  | -                  | -                  | -           | -           | -           | 2      | 0      |
| Totale carriera           | Totale carriera           | Totale carriera           | 295        | 161        |                 | 25+             | 17+             |                    | 24                 | 14                 |             | 5           | 3           | 349+   | 205+   |

### Cronologia presenze e reti in nazionale
| Cronologia completa delle presenze e delle reti in nazionale ― Italia | Cronologia completa delle presenze e delle reti in nazionale ― Italia | Cronologia completa delle presenze e delle reti in nazionale ― Italia | Cronologia completa delle presenze e delle reti in nazionale ― Italia | Cronologia completa delle presenze e delle reti in nazionale ― Italia | Cronologia completa delle presenze e delle reti in nazionale ― Italia | Cronologia completa delle presenze e delle reti in nazionale ― Italia | Cronologia completa delle presenze e delle reti in nazionale ― Italia |
| Data                                                                  | Città                                                                 | In casa                                                               | Risultato                                                             | Ospiti                                                                | Competizione                                                          | Reti                                                                  | Note                                                                  |
| --------------------------------------------------------------------- | --------------------------------------------------------------------- | --------------------------------------------------------------------- | --------------------------------------------------------------------- | --------------------------------------------------------------------- | --------------------------------------------------------------------- | --------------------------------------------------------------------- | --------------------------------------------------------------------- |
| 22-9-1999                                                             | Reykjavík                                                             | Islanda                                                               | 0 – 0                                                                 | Italia                                                                | Qual. Euro 2001                                                       | -                                                                     |                                                                       |
| 13-10-1999                                                            | Castelfranco di Sotto                                                 | Italia                                                                | 1 – 0                                                                 | Ucraina                                                               | Qual. Euro 2001                                                       | -                                                                     | 80’                                                                   |
| 11-11-1999                                                            | Isernia                                                               | Italia                                                                | 4 – 4                                                                 | Germania                                                              | Qual. Euro 2001                                                       | -                                                                     | 48’                                                                   |
| 27-9-2000                                                             | San Giorgio di Nogaro                                                 | Italia                                                                | 2 – 1                                                                 | Slovacchia                                                            | Amichevole                                                            | -                                                                     | 82’                                                                   |
| 8-9-2001                                                              | Reykjavík                                                             | Islanda                                                               | 2 – 1                                                                 | Italia                                                                | Qual. Mondiali 2003                                                   | -                                                                     | 80’                                                                   |
| 10-10-2001                                                            | Siena                                                                 | Italia                                                                | 1 – 3                                                                 | Russia                                                                | Qual. Mondiali 2003                                                   | -                                                                     | 57’                                                                   |
| 22-5-2002                                                             | Seljatino                                                             | Russia                                                                | 2 – 1                                                                 | Italia                                                                | Qual. Mondiali 2003                                                   | -                                                                     | 81’                                                                   |
| 13-6-2002                                                             | Požarevac                                                             | Jugoslavia                                                            | 0 – 6                                                                 | Italia                                                                | Amichevole                                                            | -                                                                     |                                                                       |
| 2-10-2002                                                             | Cary                                                                  | Russia                                                                | 2 – 1                                                                 | Italia                                                                | Coppa USA                                                             | -                                                                     |                                                                       |
| 6-10-2002                                                             | Cary                                                                  | Stati Uniti                                                           | 4 – 0                                                                 | Italia                                                                | Coppa USA                                                             | -                                                                     |                                                                       |
| 9-10-2002                                                             | Cary                                                                  | Italia                                                                | 1 – 0                                                                 | Australia                                                             | Coppa USA                                                             | -                                                                     |                                                                       |
| 13-11-2002                                                            | Lovanio                                                               | Belgio                                                                | 1 – 5                                                                 | Italia                                                                | Amichevole                                                            | -                                                                     | 84’                                                                   |
| 22-1-2003                                                             | Roma                                                                  | Italia                                                                | 4 – 0                                                                 | Scozia                                                                | Amichevole                                                            | -                                                                     |                                                                       |
| 25-2-2003                                                             | Viareggio                                                             | Italia                                                                | 1 – 0                                                                 | Inghilterra                                                           | Amichevole                                                            | -                                                                     |                                                                       |
| 30-3-2003                                                             | Trento                                                                | Italia                                                                | 8 – 0                                                                 | Serbia e Montenegro                                                   | Qual. Euro 2005                                                       | 1                                                                     | 46’                                                                   |
| 16-4-2003                                                             | Hoofddorp                                                             | Paesi Bassi                                                           | 0 – 5                                                                 | Italia                                                                | Amichevole                                                            | -                                                                     |                                                                       |
| 19-7-2003                                                             | Vaasa                                                                 | Finlandia                                                             | 1 – 1                                                                 | Italia                                                                | Qual. Euro 2005                                                       | -                                                                     |                                                                       |
| 9-9-2003                                                              | Livingston                                                            | Scozia                                                                | 0 – 4                                                                 | Italia                                                                | Amichevole                                                            | -                                                                     |                                                                       |
| 22-10-2003                                                            | Kansas City                                                           | Stati Uniti                                                           | 2 – 2                                                                 | Italia                                                                | Amichevole                                                            | -                                                                     | 63’                                                                   |
| 14-3-2004                                                             | Guia                                                                  | Italia                                                                | 1 – 0                                                                 | Cina                                                                  | Algarve Cup 2004                                                      | -                                                                     |                                                                       |
| 16-3-2004                                                             | Olhão                                                                 | Norvegia                                                              | 3 – 0                                                                 | Italia                                                                | Algarve Cup 2004                                                      | -                                                                     | 46’                                                                   |
| 18-3-2004                                                             | Lagos                                                                 | Italia                                                                | 2 – 1                                                                 | Finlandia                                                             | Algarve Cup 2004                                                      | -                                                                     | 87’                                                                   |
| 20-3-2004                                                             | Faro                                                                  | Francia                                                               | 3 – 3 dts (7 - 6 dtr)                                                 | Italia                                                                | Algarve Cup 2004 - Finale 3º posto                                    | -                                                                     |                                                                       |
| 31-3-2004                                                             | Bolzano                                                               | Italia                                                                | 0 – 1                                                                 | Germania                                                              | Amichevole                                                            | -                                                                     | 73’                                                                   |
| 24-4-2004                                                             | Andria                                                                | Italia                                                                | 1 – 1                                                                 | Finlandia                                                             | Qual. Euro 2005                                                       | -                                                                     | 46’                                                                   |
| 26-6-2004                                                             | Benevento                                                             | Italia                                                                | 2 – 1                                                                 | Svezia                                                                | Qual. Euro 2005                                                       | -                                                                     |                                                                       |
| 13-4-2005                                                             | Genova                                                                | Italia                                                                | 1 – 0                                                                 | Danimarca                                                             | Amichevole                                                            | -                                                                     | 64’                                                                   |
| 27-4-2005                                                             | Fiuggi                                                                | Italia                                                                | 0 – 0                                                                 | Finlandia                                                             | Amichevole                                                            | -                                                                     | 79’                                                                   |
| 18-5-2005                                                             | Venezia                                                               | Italia                                                                | 2 – 0                                                                 | Irlanda                                                               | Amichevole                                                            | -                                                                     | 57’                                                                   |
| 6-6-2005                                                              | Preston                                                               | Francia                                                               | 3 – 1                                                                 | Italia                                                                | Euro 2005 - Fase a gironi                                             | -                                                                     | 69’                                                                   |
| 9-6-2005                                                              | Preston                                                               | Italia                                                                | 0 – 4                                                                 | Germania                                                              | Euro 2005 - Fase a gironi                                             | -                                                                     | 51’                                                                   |
| 12-6-2005                                                             | Preston                                                               | Norvegia                                                              | 5 – 3                                                                 | Italia                                                                | Euro 2005 - Fase a gironi                                             | -                                                                     |                                                                       |
| 7-9-2005                                                              | Zwolle                                                                | Paesi Bassi                                                           | 0 – 2                                                                 | Italia                                                                | Amichevole                                                            | -                                                                     |                                                                       |
| 24-9-2005                                                             | Monza                                                                 | Italia                                                                | 3 – 1                                                                 | Ucraina                                                               | Qual. Mondiali 2007                                                   | -                                                                     |                                                                       |
| 21-2-2007                                                             | Almere                                                                | Paesi Bassi                                                           | 2 – 0                                                                 | Italia                                                                | Amichevole                                                            | -                                                                     |                                                                       |
| 7-3-2007                                                              | Lagos                                                                 | Islanda                                                               | 1 – 2                                                                 | Italia                                                                | Algarve Cup 2007                                                      | 1                                                                     | 76’                                                                   |
| 9-3-2007                                                              | Lagos                                                                 | Portogallo                                                            | 0 – 1                                                                 | Italia                                                                | Algarve Cup 2007                                                      | 1                                                                     | 72’                                                                   |
| 12-3-2007                                                             | Silves                                                                | Italia                                                                | 4 – 1                                                                 | Irlanda                                                               | Algarve Cup 2007                                                      | -                                                                     | 54’                                                                   |
| 6-4-2007                                                              | Perth                                                                 | Scozia                                                                | 2 – 1                                                                 | Italia                                                                | Amichevole                                                            | -                                                                     |                                                                       |
| 30-1-2008                                                             | Martigues                                                             | Francia                                                               | 1 – 0                                                                 | Italia                                                                | Amichevole                                                            | -                                                                     | 58’                                                                   |
| 16-2-2008                                                             | Villacidro                                                            | Italia                                                                | 4 – 1                                                                 | Irlanda                                                               | Qual. Euro 2009                                                       | 1                                                                     | 76’                                                                   |
| 5-3-2008                                                              | Alvor                                                                 | Norvegia                                                              | 4 – 2                                                                 | Italia                                                                | Algarve Cup 2008                                                      | -                                                                     |                                                                       |
| 7-3-2008                                                              | Alvor                                                                 | Stati Uniti                                                           | 2 – 0                                                                 | Italia                                                                | Algarve Cup 2008                                                      | -                                                                     | 87’                                                                   |
| 10-3-2008                                                             | Loulé                                                                 | Cina                                                                  | 0 – 2                                                                 | Italia                                                                | Algarve Cup 2008                                                      | 1                                                                     | 55’                                                                   |
| 12-3-2008                                                             | Olhão                                                                 | Svezia                                                                | 3 – 0                                                                 | Italia                                                                | Algarve Cup 2008 - Finale 5º posto                                    | -                                                                     | 84’                                                                   |
| 24-5-2008                                                             | Buftea                                                                | Romania                                                               | 1 – 6                                                                 | Italia                                                                | Qual. Euro 2009                                                       | 1                                                                     | 46’                                                                   |
| 15-6-2008                                                             | Suwon                                                                 | Brasile                                                               | 2 – 1                                                                 | Italia                                                                | Coppa della Regina della Pace 2008                                    | -                                                                     | 82’                                                                   |
| 19-6-2008                                                             | Suwon                                                                 | Stati Uniti                                                           | 2 – 0                                                                 | Italia                                                                | Coppa della Regina della Pace 2008                                    | -                                                                     |                                                                       |
| 25-10-2008                                                            | Praga                                                                 | Rep. Ceca                                                             | 0 – 1                                                                 | Italia                                                                | Qual. Euro 2009 - Play-off                                            | -                                                                     | 90+1’                                                                 |
| 29-10-2008                                                            | Gubbio                                                                | Italia                                                                | 2 – 1                                                                 | Rep. Ceca                                                             | Qual. Euro 2009 - Play-off                                            | -                                                                     | 74’                                                                   |
| 31-1-2009                                                             | Sydney                                                                | Australia                                                             | 2 – 2                                                                 | Italia                                                                | Amichevole                                                            | 1                                                                     | 71’                                                                   |
| 7-2-2009                                                              | Canberra                                                              | Australia                                                             | 1 – 5                                                                 | Italia                                                                | Amichevole                                                            | 1                                                                     | 74’                                                                   |
| 28-5-2009                                                             | Helsinki                                                              | Finlandia                                                             | 3 – 2                                                                 | Italia                                                                | Amichevole                                                            | 1                                                                     |                                                                       |
| 19-9-2009                                                             | Domžale                                                               | Slovenia                                                              | 0 – 8                                                                 | Italia                                                                | Qual. Mondiali 2011                                                   | 3                                                                     | 46’                                                                   |
| 23-9-2009                                                             | Rieti                                                                 | Italia                                                                | 1 – 0                                                                 | Portogallo                                                            | Qual. Mondiali 2011                                                   | -                                                                     | 81’                                                                   |
| 24-10-2009                                                            | Erevan                                                                | Armenia                                                               | 0 – 8                                                                 | Italia                                                                | Qual. Mondiali 2011                                                   | 2                                                                     |                                                                       |
| 25-11-2009                                                            | Francavilla al Mare                                                   | Italia                                                                | 7 – 0                                                                 | Armenia                                                               | Qual. Mondiali 2011                                                   | 1                                                                     |                                                                       |
| 24-2-2010                                                             | Nicosia                                                               | Nuova Zelanda                                                         | 1 – 0                                                                 | Italia                                                                | Cyprus Cup 2010                                                       | -                                                                     | 46’                                                                   |
| 26-2-2010                                                             | Larnaca                                                               | Italia                                                                | 2 – 0                                                                 | Scozia                                                                | Cyprus Cup 2010                                                       | -                                                                     | 59’                                                                   |
| 1-3-2010                                                              | Nicosia                                                               | Italia                                                                | 1 – 1                                                                 | Paesi Bassi                                                           | Cyprus Cup 2010                                                       | -                                                                     | 85’                                                                   |
| 3-3-2010                                                              | Nicosia                                                               | Inghilterra                                                           | 3 – 2                                                                 | Italia                                                                | Cyprus Cup 2010 - Finale 5º posto                                     | -                                                                     | 65’                                                                   |
| 27-3-2010                                                             | Tocha                                                                 | Portogallo                                                            | 1 – 3                                                                 | Italia                                                                | Qual. Mondiali 2011                                                   | -                                                                     | 46’                                                                   |
| 31-3-2010                                                             | Ascoli Piceno                                                         | Italia                                                                | 1 – 1                                                                 | Finlandia                                                             | Qual. Mondiali 2011                                                   | -                                                                     | 69’                                                                   |
| 19-5-2010                                                             | Stettino                                                              | Polonia                                                               | 1 – 5                                                                 | Italia                                                                | Amichevole                                                            | 1                                                                     | 46’                                                                   |
| 19-6-2010                                                             | Montereale Valcellina                                                 | Italia                                                                | 6 – 0                                                                 | Slovenia                                                              | Qual. Mondiali 2011                                                   | 1                                                                     | 59’                                                                   |
| 23-6-2010                                                             | Vantaa                                                                | Finlandia                                                             | 1 – 3                                                                 | Italia                                                                | Qual. Mondiali 2011                                                   | 1                                                                     | 90’                                                                   |
| 11-9-2010                                                             | Besançon                                                              | Francia                                                               | 0 – 0                                                                 | Italia                                                                | Qual. Mondiali 2011 - Play-off                                        | -                                                                     |                                                                       |
| 15-9-2010                                                             | Gubbio                                                                | Italia                                                                | 2 – 3                                                                 | Francia                                                               | Qual. Mondiali 2011 - Play-off                                        | -                                                                     | 63’                                                                   |
| 2-10-2010                                                             | Černihiv                                                              | Ucraina                                                               | 0 – 3                                                                 | Italia                                                                | Qual. Mondiali 2011 - Play-off                                        | 1                                                                     | 80’                                                                   |
| 6-10-2010                                                             | Latina                                                                | Italia                                                                | 0 – 0                                                                 | Ucraina                                                               | Qual. Mondiali 2011 - Play-off                                        | -                                                                     | 68’                                                                   |
| 23-10-2010                                                            | Treviso                                                               | Italia                                                                | 1 – 0                                                                 | Svizzera                                                              | Qual. Mondiali 2011 - Play-off                                        | -                                                                     |                                                                       |
| 20-11-2010                                                            | Padova                                                                | Italia                                                                | 0 – 1                                                                 | Stati Uniti                                                           | Qual. Mondiali 2011 - Play-off UEFA-CONCACAF                          | -                                                                     | 90+3’                                                                 |
| 27-11-2010                                                            | Bridgeview                                                            | Stati Uniti                                                           | 1 – 0                                                                 | Italia                                                                | Qual. Mondiali 2011 - Play-off UEFA-CONCACAF                          | -                                                                     |                                                                       |
| 2-3-2011                                                              | Larnaca                                                               | Inghilterra                                                           | 2 – 0                                                                 | Italia                                                                | Cyprus Cup 2011                                                       | -                                                                     | 80’                                                                   |
| 4-3-2011                                                              | Nicosia                                                               | Italia                                                                | 0 – 1                                                                 | Canada                                                                | Cyprus Cup 2011                                                       | -                                                                     | 46’                                                                   |
| 7-3-2011                                                              | Larnaca                                                               | Scozia                                                                | 0 – 0                                                                 | Italia                                                                | Cyprus Cup 2011                                                       | -                                                                     | 70’                                                                   |
| 9-3-2011                                                              | Larnaca                                                               | Russia                                                                | 0 – 2                                                                 | Italia                                                                | Cyprus Cup 2011 - Finale 9º posto                                     | 1                                                                     | 46’                                                                   |
| 22-10-2011                                                            | Prilep                                                                | Macedonia                                                             | 0 – 9                                                                 | Italia                                                                | Qual. Euro 2013                                                       | 2                                                                     | 54’                                                                   |
| 26-10-2011                                                            | Treviso                                                               | Italia                                                                | 2 – 0                                                                 | Russia                                                                | Qual. Euro 2013                                                       | 2                                                                     |                                                                       |
| 19-11-2011                                                            | Pruszków                                                              | Polonia                                                               | 0 – 5                                                                 | Italia                                                                | Qual. Euro 2013                                                       | -                                                                     |                                                                       |
| 23-11-2011                                                            | Trani                                                                 | Italia                                                                | 2 – 0                                                                 | Grecia                                                                | Qual. Euro 2013                                                       | -                                                                     | 69’                                                                   |
| 8-12-2011                                                             | San Paolo                                                             | Brasile                                                               | 5 – 1                                                                 | Italia                                                                | Torneio Internacional 2011                                            | -                                                                     |                                                                       |
| 18-12-2011                                                            | San Paolo                                                             | Italia                                                                | 6 – 0                                                                 | Cile                                                                  | Torneio Internacional 2011                                            | -                                                                     | 37’                                                                   |
| 18-12-2011                                                            | San Paolo                                                             | Italia                                                                | 3 – 2                                                                 | Cile                                                                  | Torneio Internacional 2011 - Finale 3º posto                          | 1                                                                     | 60’                                                                   |
| 28-2-2012                                                             | Larnaca                                                               | Paesi Bassi                                                           | 2 – 1                                                                 | Italia                                                                | Cyprus Cup 2012                                                       | -                                                                     | 67’                                                                   |
| 1-3-2012                                                              | Nicosia                                                               | Italia                                                                | 1 – 2                                                                 | Canada                                                                | Cyprus Cup 2012                                                       | -                                                                     |                                                                       |
| 4-3-2012                                                              | Paralimni                                                             | Italia                                                                | 2 – 1                                                                 | Scozia                                                                | Cyprus Cup 2012                                                       | -                                                                     | 70’                                                                   |
| 6-3-2012                                                              | Paralimni                                                             | Italia                                                                | 3 – 1                                                                 | Inghilterra                                                           | Cyprus Cup 2012 - Finale 3º posto                                     | 1                                                                     | 46’                                                                   |
| 31-3-2012                                                             | Ferrara                                                               | Italia                                                                | 4 – 0                                                                 | Bosnia ed Erzegovina                                                  | Qual. Euro 2013                                                       | 1                                                                     |                                                                       |
| 4-4-2012                                                              | Podol'sk                                                              | Russia                                                                | 0 – 2                                                                 | Italia                                                                | Qual. Euro 2013                                                       | -                                                                     |                                                                       |
| 16-9-2012                                                             | San Benedetto del Tronto                                              | Italia                                                                | 1 – 0                                                                 | Polonia                                                               | Qual. Euro 2013                                                       | -                                                                     | 90’                                                                   |
| 6-3-2013                                                              | Nicosia                                                               | Inghilterra                                                           | 4 – 2                                                                 | Italia                                                                | Cyprus Cup 2013                                                       | -                                                                     | 58’                                                                   |
| 11-3-2013                                                             | Larnaca                                                               | Scozia                                                                | 2 – 1                                                                 | Italia                                                                | Cyprus Cup 2013                                                       | -                                                                     | 46’                                                                   |
| 13-3-2013                                                             | Larnaca                                                               | Corea del Sud                                                         | 0 – 1                                                                 | Italia                                                                | Cyprus Cup 2013 - Finale 9º posto                                     | -                                                                     | 60’                                                                   |
| Totale                                                                |                                                                       | Presenze                                                              | 94                                                                    |                                                                       | Reti                                                                  | 26                                                                    |                                                                       |

## Palmarès

### Giocatrice

#### Club
- Campionato russo: 1

Zorkij: 2013
- Campionato italiano: 2

Torres: 1999-2000, 2000-2001
- Coppa della Regina: 1

Espanyol: 2010
- Coppa Italia: 5

Torres: 1999-2000, 2000-2001, 2003-2004, 2004-2005, 2007-2008
- Supercoppa italiana: 3

Torres: 2000, 2004, 2013

#### Individuali
- Capocannoniere del Campionato russo: 1

Zorkij: 2013

### Allenatrice
- Medaglia d'Oro ai Giochi sudamericani: 1

2022